# لا پوئبلا د آرگانسن
لا پوئبلا د آرگانسن (به اسپانیایی: La Puebla de Arganzón) یک شهرستان در اسپانیا است که در کاستیا و لئون واقع شده‌است.

## خصوصیات
لا پوئبلا د آرگانسن ۱۹ کیلومترمربع مساحت و ۵۳۴ نفر جمعیت دارد و ۴۸۱ متر بالاتر از سطح دریا واقع شده‌است.